# Хертогенбос
Хе́ртогенбос (нидерл. ’s-Hertogenbosch [ˌsɛrtoˑɣə(n)ˈbɔs], разговорный вариант: нидерл. Den Bosch [dɛmˈbɔs]; лат. Silva Ducis, фр. Bois-le-Duc — «герцогский лес»; когда-то здесь располагался герцогский лес и охотничьи угодья герцогов Брабантских) — город и община в Нидерландах, административный центр провинции Северный Брабант, порт на канале Зёйд-Виллемсварт. Согласно данным на 1 января 2024 года, численность населения составляет 160 740 человек.

## География, история, экономика
Хертогенбос расположен на юге Нидерландов, приблизительно в 80 км юго-восточнее Амстердама. Общая площадь составляет 91,26 км². Город находится в болотистой местности при слиянии рек Аа и Доммел на 6—7 м ниже уровня моря. Хертогенбос — крупный железнодорожный узел страны и связан скоростным сообщением Нидерландских железных дорог с большинством городов Нидерландов.
Экономика Хертогенбоса определяется большим количеством средних и малых промышленных и торговых предприятий. Ведущими отраслями являются электротехническая, текстильная, химическая, швейная, кожевенно-обувная промышленность, сигарное производство. Сектор услуг является доминирующим. В Хертогенбосе находится кафедра римско-католической епархии.
Город получил свой статус в 1185 году от герцога Брабантского Генриха I. Время его расцвета пришлось на XIV—XV века. Хертогенбос пережил три знаменитые осады: первую в 1601 году, когда Мориц Оранский осаждал его в течение 27 дней; вторую — двумя годами позже; последнюю осаду начал в сентябре 1629 года принц Фридрих-Генрих Оранский и держал её в течение пяти месяцев.

## Достопримечательности
Имя своего родного города носил художник Иероним Босх (1450—1516), состоявший также членом местного братства, однако в городе не сохранилось ни одного его произведения. Копии картин художника выставлены в музее провинции Северный Брабант наряду с произведениями Винсента ван Гога и старинными иконами. В 2007 году состоялось открытие Арт-центра Иеронима Босха. Внимания туристов также достойны:
- Собор Св. Иоанна (Синт Янскатедрал) — возведён в 1419—1530 годах на месте романской базилики XIII века, сгоревшей во время пожара. В его строительстве принимали участие многие мастера, среди них Ян Хейнс и Аларт дю Хамель. Снаружи — стрельчатый декор, пинакли, причудливые детали: фигурки, забавно сидящие на арках, ухватившись за шпили. В интерьере интересна медная крестильная купель высотой 4 м, выполненная в 1492 году Артом де Мастрихтом, резная кафедра середины XVI века и в глубине левого нефа — деревянная статуя Мадонны XIII века.
- De Moriaan, самый старый дом в городе, построен в XIII веке;
- Het Kruithuis, Музей современной керамики и убранства;
- Ратуша Хертогенбоса, изначально в готическом стиле, перестроена в XVII веке;
- крепостная стена города;
- подземные водные каналы (по которым проводятся экскурсии);
- городской театр De Parade;
- Autotron, музей автомобилизма в Росмалене.
- комплекс из 50 шарообразных зданий, построенных в 1984 году в районе Болвонинген, по проекту архитектора Дриса Крейкампа[2]

В Хертогенбосе находится стадион футбольного клуба «Ден Бос». Ежегодно проводится международный теннисный турнир на травяных кортах.
В городе вот уже более 120 лет ежегодно проводится карнавал. Ему посвящён Oeteldonksgemintemuzejum, единственный в Нидерландах музей карнавала.

## Галерея

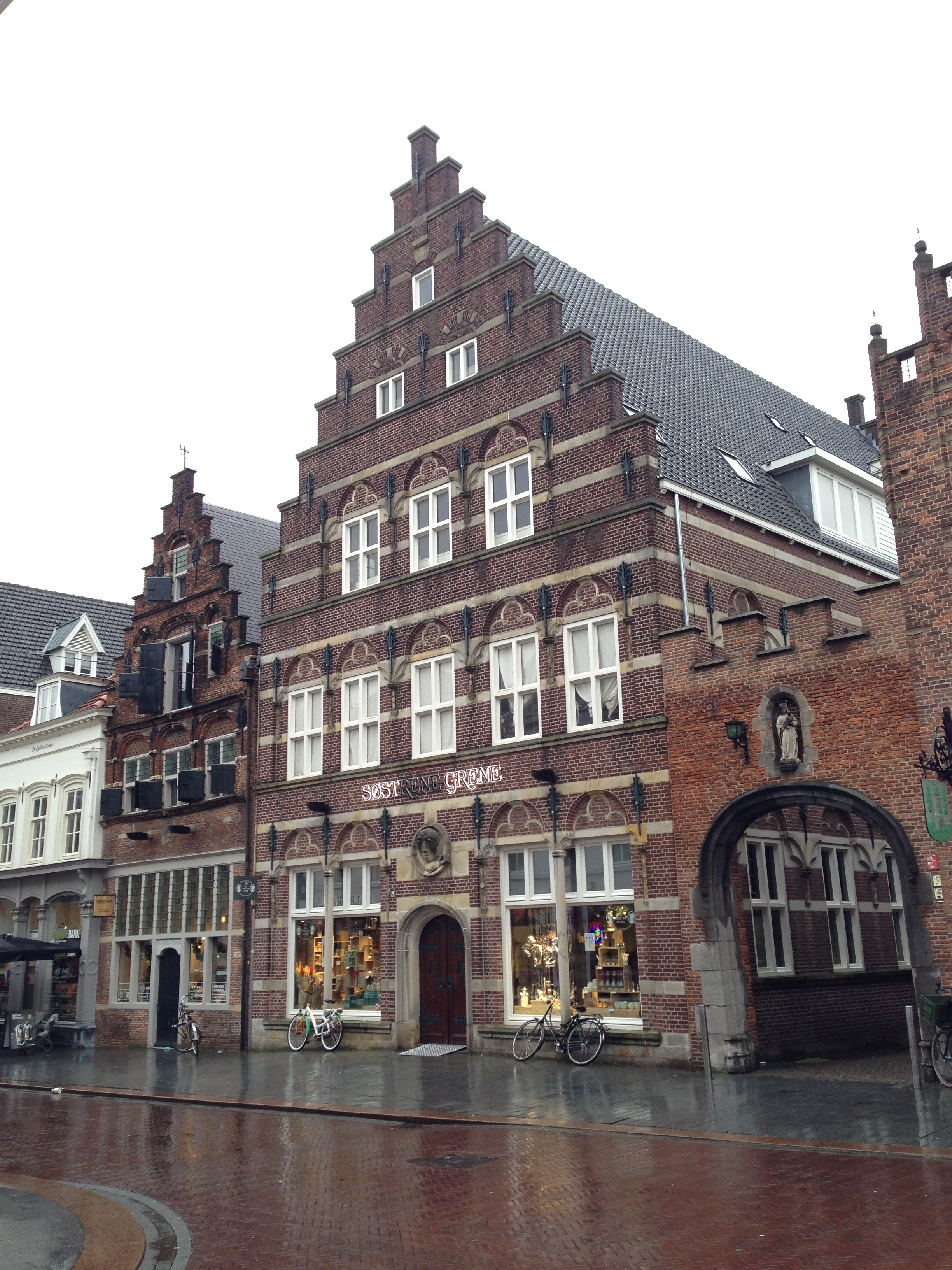
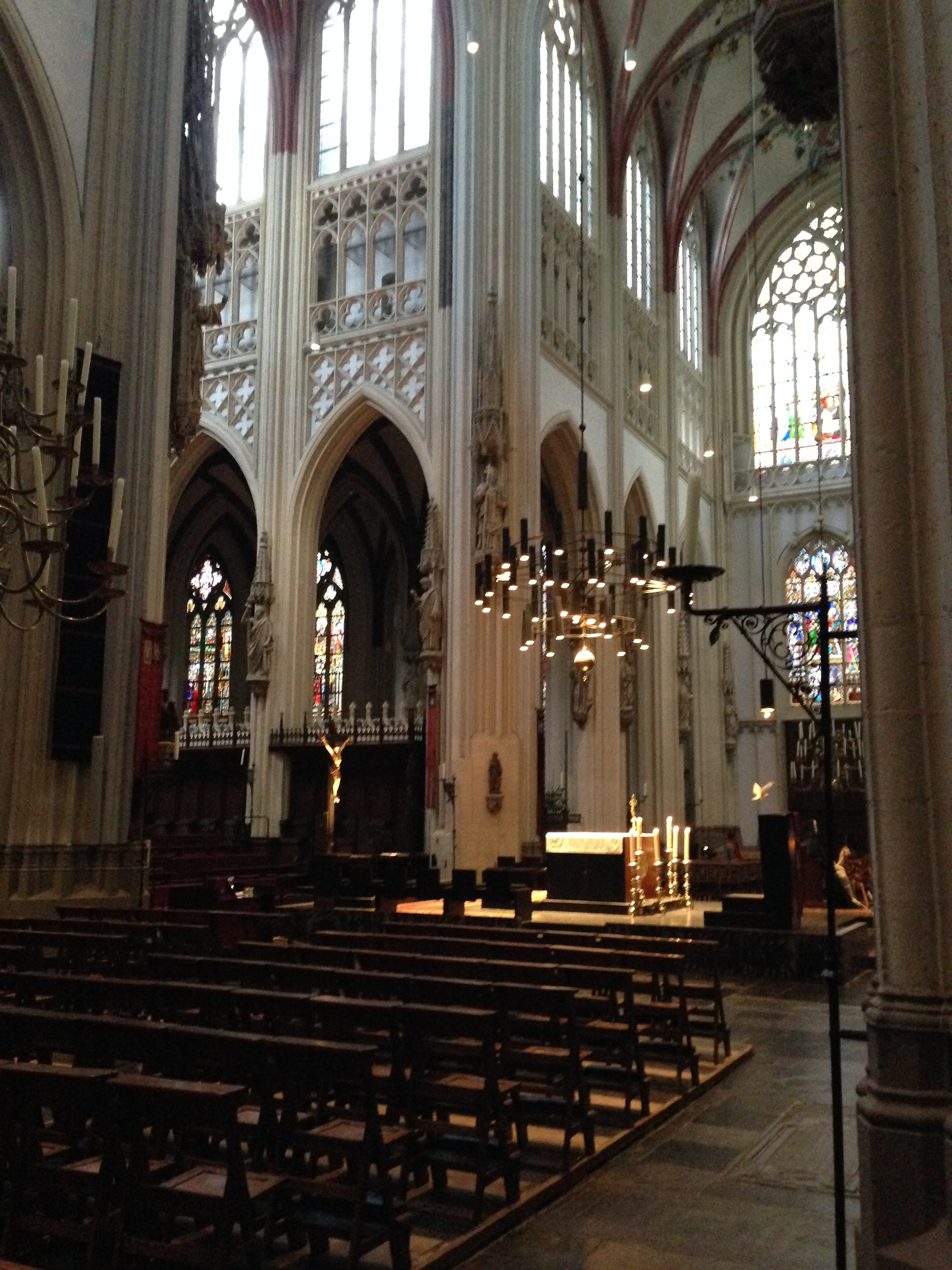
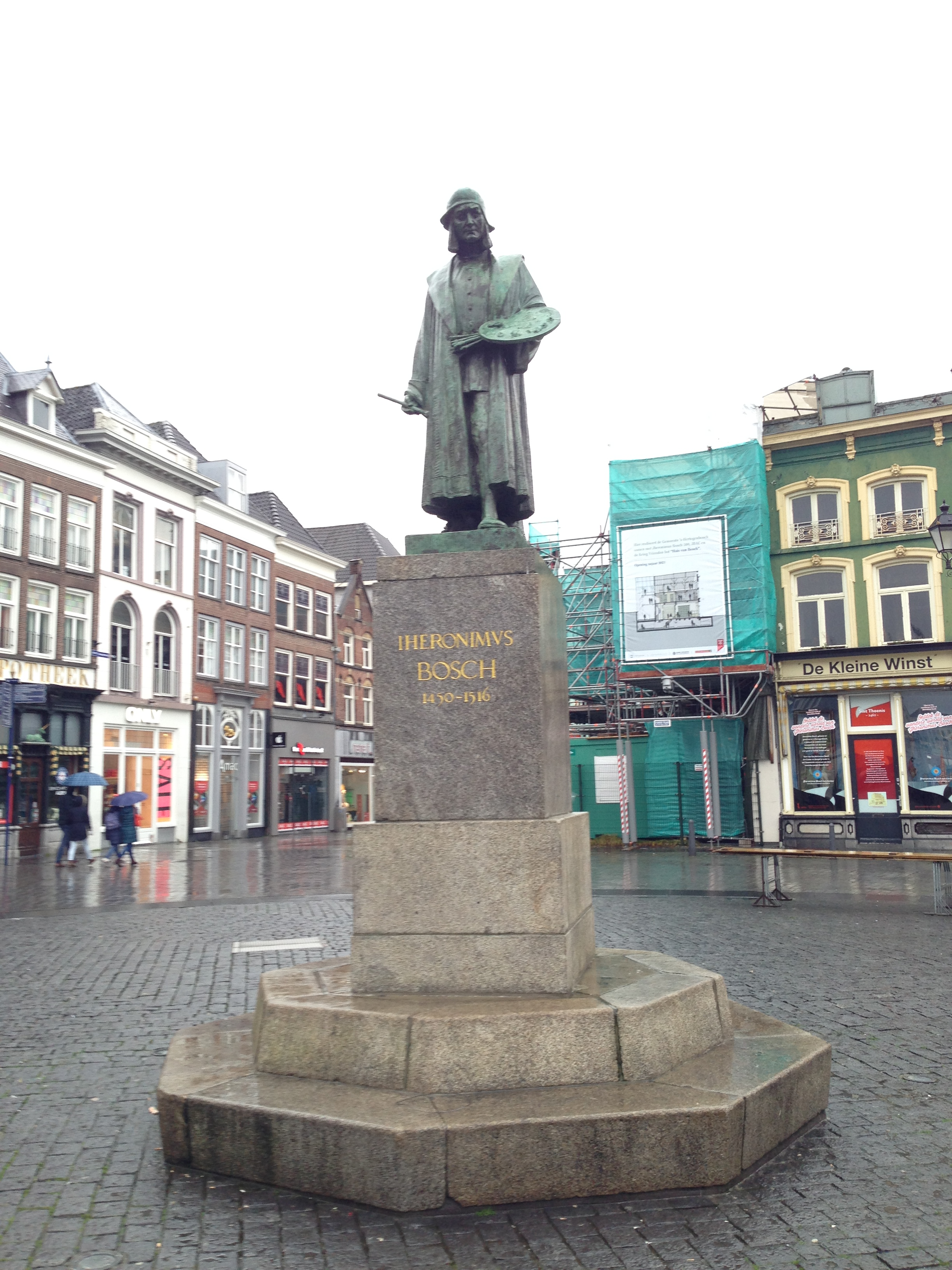
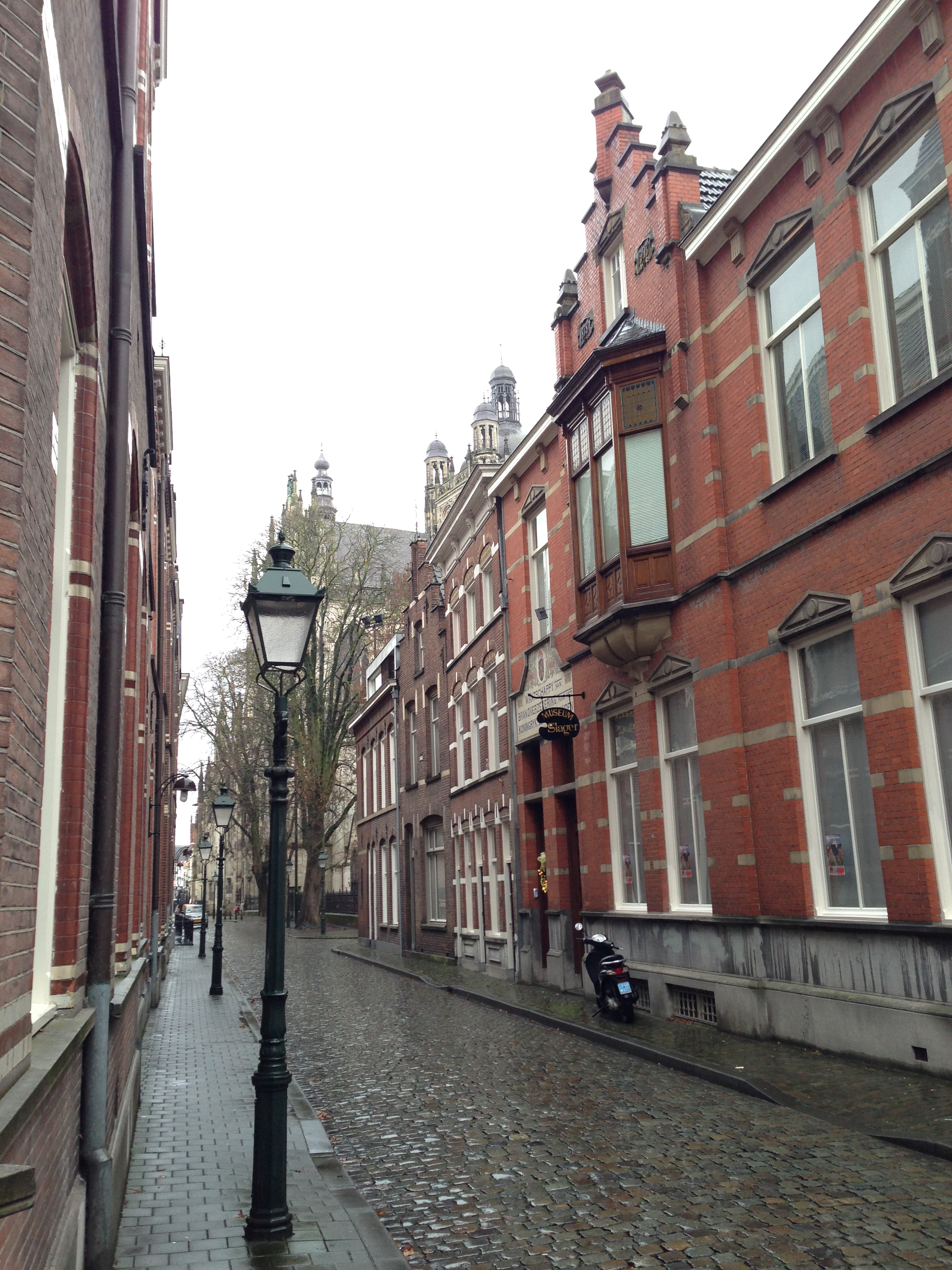
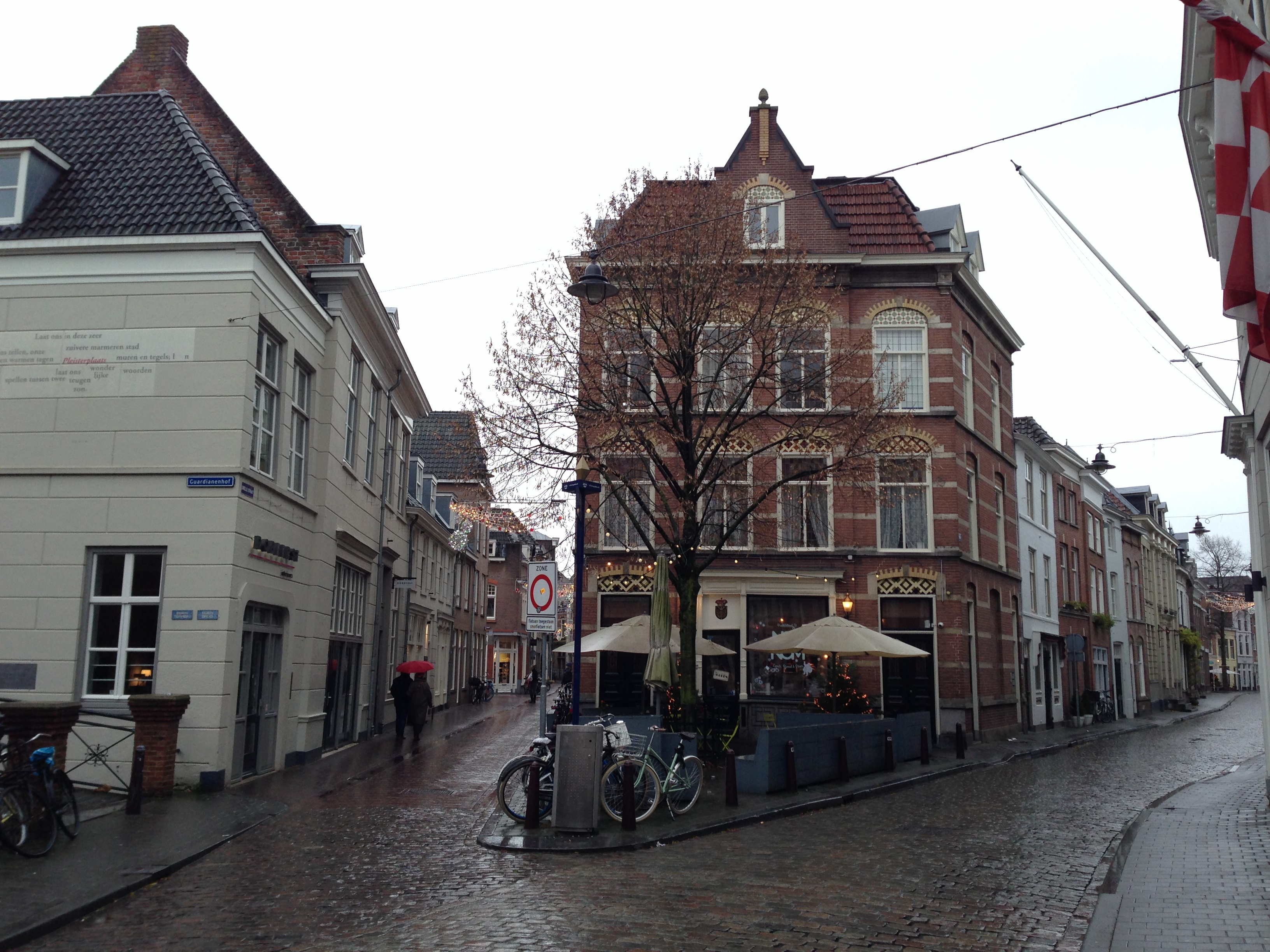
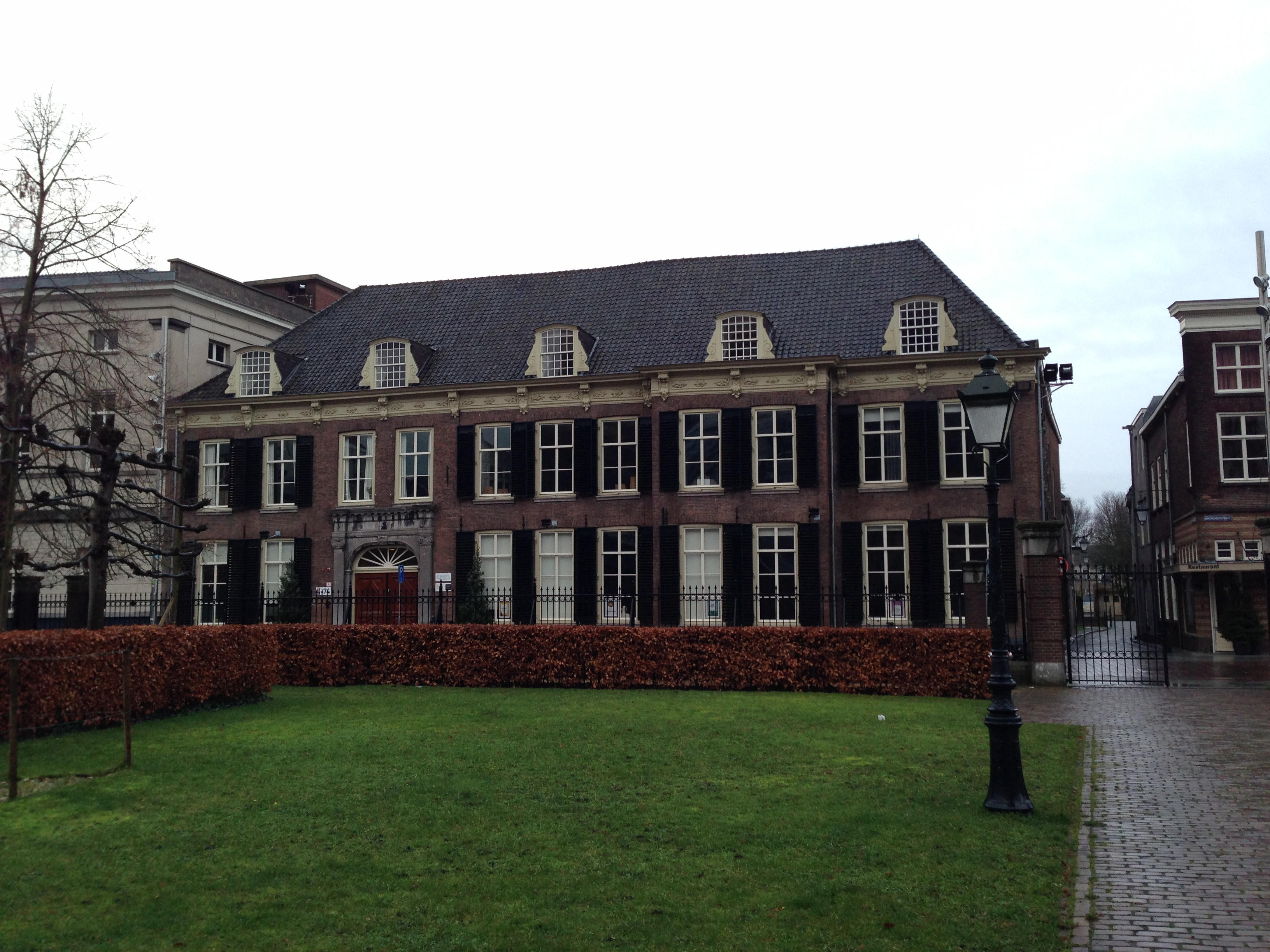
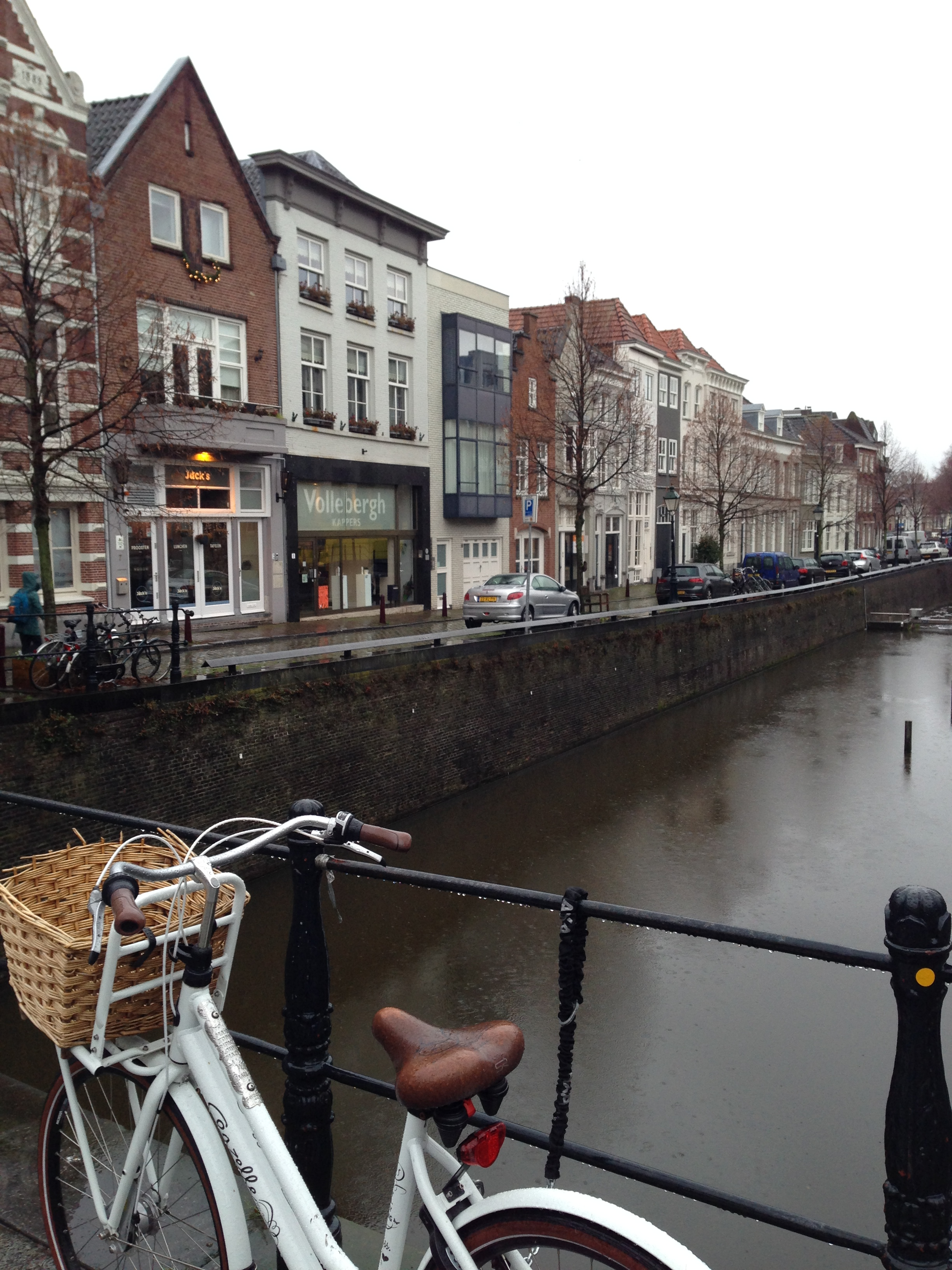